# Ропчанська сільська рада
Ропча́нська сільська́ ра́да — адміністративно-територіальна одиниця та орган місцевого самоврядування у Сторожинецькому районі Чернівецької області. Адміністративний центр — село Ропча.

## Загальні відомості
- Населення ради: 3 433 особи (станом на 3 травня 2019 року).
- З 25 жовтня 2020 року село Ропча більше не керується Ропчанською сільською радою.

## Населені пункти
Сільській раді підпорядковані населені пункти:
- с. Ропча

## Склад ради
Рада складається з 13 депутатів та голови.
- Голова ради: Олар Ілля Георгійович
- Секретар ради: Максимюк Галина Георгіївна

### Керівний склад попередніх скликань
| Прізвище, ім'я, по батькові | Основні відомості                                                         | Дата обрання | Дата звільнення |
| --------------------------- | ------------------------------------------------------------------------- | ------------ | --------------- |
| Олар Ілля Георгійович       | Сільський голова, 1969 року народження, освіта вища, член Народної партії | 26.03.2006   | 31.10.2010      |
| Олар Ілля Георгійович       | Сільський голова, 1969 року народження, освіта вища, член Народної партії | 31.10.2010   | 10.11.2015      |
| Олар Ілля Георгійович       | Сільський голова, 1969 року народження, освіта вища, самовисування        | 10.11.2015   | 02.11.2020      |

Примітка: таблиця складена за даними сайту Верховної Ради України

### Депутати
За результатами місцевих виборів 2015 року депутатами ради VII-скликання стали :

#### За суб'єктами висування
| Суб'єкт висування | Кількість обраних депутатів | %   |
| ----------------- | --------------------------- | --- |
| Самовисування     | 13                          | 100 |

#### За округами
| № округу | Прізвище, ім'я, по батькові   | Дата визнання обраним | Партійна приналежність | Відомості про обраного депутата | Освіта                    |
| -------- | ----------------------------- | --------------------- | ---------------------- | --- | ------------------------- |
| 1        | Оларь Костянтин Георгійович   | 10.11.2015            | позапартійний          | Народився 04.05.1971 р., Тер. Центр Сторожинецького району, Соціальний працівник, місце проживання: с.Ропча Сторожинецького району Чернівецької області        | освіта середня спеціальна |
| 2        | Вікован Віталій Драгошович    | 10.11.2015            | позапартійний          | Народився 14.05.1978 р., Приватний підприємець, місце проживання: с.Ропча Сторожинецького району Чернівецької області                                          | освіта загальна середня   |
| 3        | Олар Ілля Васильович          | 10.11.2015            | позапартійний          | Народився 20.10.1953 р., пенсіонер, місце проживання: с.Ропча Сторожинецького району Чернівецької області                                                      | освіта загальна середня   |
| 4        | Варзар Домніка Мірчівна       | 10.11.2015            | позапартійна           | Народилася 27.11.1959 р., Приватний підприємець, місце проживання: с.Ропча Сторожинецького району Чернівецької області                                         | освіта середня спеціальна |
| 5        | Гімінчук Георгій Валентинович | 10.11.2015            | позапартійний          | Народився 12.04.1965 р., тимчасово не працює, місце проживання: с.Ропча Сторожинецького району Чернівецької області                                            | освіта загальна середня   |
| 6        | Костинян Георгій Дмитрович    | 10.11.2015            | позапартійний          | Народився 05.11.1958 р., тимчасово не працює, місце проживання: с.Ропча Сторожинецького району Чернівецької області                                            | освіта середня спеціальна |
| 7        | Шубран Костянтин Ілліч        | 10.11.2015            | позапартійний          | Народився 12.02.1971 р., Церква села Ропча, Священик Свято Успенської церкви села Ропча, місце проживання: с.Ропча Сторожинецького району Чернівецької області | освіта вища               |
| 8        | Даскалюк Сільвія Іллівна      | 10.11.2015            | позапартійна           | Народилася 02.03.1964 р., будинок культури села Ропча, директор БК, місце проживання: с.Ропча Сторожинецького району Чернівецької області                      | освіта середня спеціальна |
| 9        | Кайтанович Георгій Васильович | 10.11.2015            | позапартійний          | Приватний підприємець | освіта загальна середня   |
| 10       | Костинян Віорел Миколайович   | 10.11.2015            | позапартійний          | Військова частина А0264, Військовослужбовець за контрактом | освіта загальна середня   |
| 11       | Максимюк Галина Георгіївна    | 10.11.2015            | позапартійна           | Ропчанська сільська рада, секретар сільської ради | освіта вища               |
| 12       | Тинку Флоря Флорович          | 10.11.2015            | позапартійний          | Приватний підприємець | освіта загальна середня   |
| 13       | Шубран Василь Миколайович     | 10.11.2015            | позапартійний          | Сторожинецький цех №11 ЧФ ВАТ "Укртелеком", монтер | освіта середня спеціальна |
| 13       | Гімінчук Дмитро Іванович      | 10.11.2015            | позапартійний          | Народився 07.11.1988 р., Сторожинецьке лісове господарство, інженер, місце проживання: с.Ропча Сторожинецького району Чернівецької області                     | освіта вища               |